# ناحیه اری، میشیگان
ناحیه اری (به انگلیسی: Erie Township) یک منطقهٔ مسکونی در ایالات متحده آمریکا است که در شهرستان مونرو، میشیگان واقع شده‌است.
 ناحیه اری  ۴٬۵۱۷ نفر جمعیت دارد و ۱۷۸ متر بالاتر از سطح دریا واقع شده‌است.